# ガンバレ
ガンバレ (Gambare, Gambadhe, Gambade) はソマリランド/ソマリアのスール州にある村。

## 歴史
ガンバレから南西に2キロほど行ったところに、現在は廃墟となっているダラーウィーシュ国の遺跡、ダリアレがある。この場所には以前、ダラウィーシュの3つの植民地の敵（イギリス、エチオピア、イタリア）から逃れるための逃げ道として使われていたダリャレ（Daryare）という砦があった。現在は廃墟となっているが、以前はタレーのダラウィーシュの砦とラス・アノドの砦の間に位置していた。
2007年10月、ソマリランド軍がラス・アノドを軍事占領。これにより1000人以上がプントランドのヒグロ、ガンバレ、Daryaleなどに避難した。
2011年5月、ガンバレのソマリランド軍が地元民兵SSC軍の攻撃を受けたが、撃退した。情報筋によると、SSC軍を率いているのはCali Sabareyという人物で、軍はブーホードレが拠点だった。
2013年8月下旬にプントランド大統領のタレー訪問をきっかけに、地元の反乱が再燃した。ガンバレでも9月13日と15日にチャツモ国寄りの民兵とソマリランド軍の間で戦闘が発生した。
2014年10月、ソマリランド水資源省はスール地域でボアホールプロジェクトを立ち上げた。ラスアノド地域の地下水は塩分濃度が高いことで知られており、特に乾季に悪化する。ガンバレの北東30キロメートルの井戸からは1日に20立方メートルの水が出るが、中程度の塩分濃度だった。
2015年6月、ソマリランド国軍司令官は、スール地域のフドゥン、ガンバレ、カラバイドにあるソマリランド軍の基地を視察した。
2019年3月、ソマリランド軍とファイサル・ファラルグ大佐が率いるガンバレの地元軍との間に戦闘が発生した。ソマリランド兵士が死亡したとする情報もある。ファイサル・ファラルグ軍はSSC解放戦線を自称。4月にもソマリランド軍を攻撃したが、撃退された。
2019年12月、スール州が蝗害に襲われた。バッタは太鼓や車のクラクションの音で逃げる性質があるが、ガンバレではバッタを追うために銃器が使われたとして話題になった。
2020年1月、ソマリランド政府とスール州は共同で、ガンバレにベルベラ港からソマリアに物資を送るための中継地（ドライ・ポート）を設置することになり、その着工式にソマリランド港湾管理者とスール州知事が参加した。